# Hup Holland hup
Hup Holland hup är en nederländsk fotbollslåt. Texten skrev 1950 av Jan de Cler som var anställd vid Katholieke Radio Omroep. Melodin komponerades av Dico van de Meer. Låten sjungs ofta i samband med det nederländska herrfotbollslandslagets och nederländska damfotbollslandslagets landskamper.